# El yermo de las almas

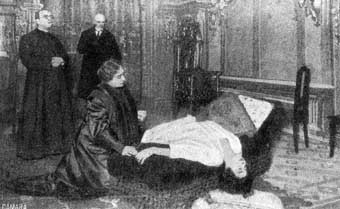
Imagen de la representación de 1915 por la compañía de Margarita Xirgu

El yermo de las almas es una obra de teatro en tres actos de Ramón María del Valle-Inclán. Se basa en el relato corto del propio autor Octavia Santino, y se estrenó en 1899, bajo el título de Cenizas. La recaudación de esta primera representación, se destinó a la adquisición de un brazo ortopédico para el autor. La obra después sufrió algunas modificaciones, publicándose en 1908 ya como El yermo de las almas, y estrenándose en 1915.

## Argumento
Se recrea el amor desgarrado y prohibido entre Pedro Pondal y Octavia Santino, mujer casada que se debate entre su pasión terrenal y la salvación de su alma, con la presencia del sacerdote Rojas de trasfondo en el conflicto.

## Representaciones
- Teatro Lara, Madrid. Dirección: Ramón María del Valle-Inclán. Estreno: 7 de diciembre de 1899 (Cenizas). Intérpretes: Sta. Ordóñez (Octavia), Jacinto Benavente (Pedro), Gregorio Martínez Sierra (Rojas).
- Teatro Principal (Barcelona), 8 de enero de 1915. Intérpretes: Margarita Xirgu (Octavia), Ricardo Puga, Sr. Rivero.
- Teatro María Guerrero, Madrid, 1996. Dirección: Miguel Narros. Intérpretes: Victoria Vera (Octavia), Helio Pedregal, Joaquín Hinojosa, Berta Riaza, Sonsoles Benedicto.